# NGC 5707
NGC 5707 ist eine Edge-On-Spiralgalaxie im Sternbild Bärenhüter (Bootes). Sie befindet sich rund 2 Bogenminuten westsüdwestlich des Sterns HD 128941 (SAO 29224, 7 mag). Unmittelbar an ihrem Nordrand liegt eine weitere, deutlich weniger helle Galaxie (PGC 52269), bei der es sich um ein Hintergrundobjekt handeln dürfte.
Die Galaxie wurde im Jahr 1878 von dem Astronomen Lewis A. Swift mithilfe seines 16-Zoll-Linsenfernrohrs entdeckt und später von Johan Dreyer in seinen New General Catalogue aufgenommen.